# 平霸電業
平霸電業公司是一間香港已結業的電器零售連鎖店，於1970年代以「唔係最平，唔敢稱霸」打正旗號，並且迅速崛起。在豐澤電器成立前，曾成為香港著名電器店之一。平霸在1994年結業前曾於旺角彌敦道、港島軒尼詩道、新蒲崗彩虹道及銅鑼灣波斯富街開設分店。
平霸曾於TVB節目《歡樂今宵》內播放廣告，雖是平面廣告，但作為旁白的節目台柱鄧英敏卻用「叫喊式」硬銷手法推銷，並以低價吸客。「彩色電視，平霸啦！冷氣，平霸啦！雪櫃，平霸啦！洗衣機，平霸啦！電器，平霸啦！……」口號深入民心，因而聲名大噪。
可惜這種手法也令品牌的形象受損，有「低俗」和「低價」的聯想。加上豐澤電器的成立和新一系電器的崛起，香港電器市場競爭漸轉劇烈，平霸不斷減價搶客，影音電器的邊際利潤大幅下跌。

## 分店
- 旺角分店（彌敦道564號）
- 銅鑼灣分店（軒尼詩道357號）
- 新蒲崗分店（彩虹道20號）
- 波斯富街分店（波斯富街48-52號軒尼詩大廈地下）

## 外部連結
- 平霸1977年廣告，光影流情
- 聰明的硬銷 （页面存档备份，存于），創作萬花筒，嚴啟明
- 硬銷不易做得好 （页面存档备份，存于），創作萬花筒，嚴啟明
- 傳媒透視 - 廣告與香港文化 （页面存档备份，存于），香港電台